# Wallace Bryant

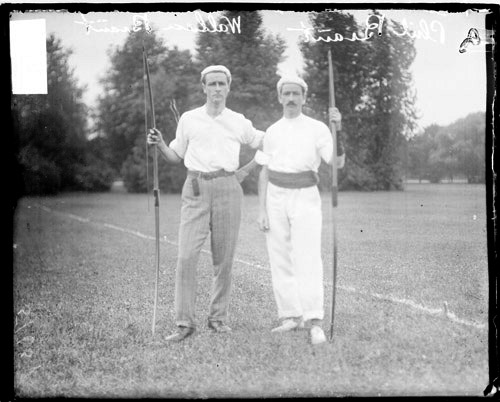
Wallace (links) en Phil Bryant

Wallace Bryant (Melrose (Massachusetts), 19 december 1863 - Gloucester (Massachusetts), 2 mei 1953) was een Amerikaanse boogschutter.
Bryant werd in 1903 nationaal kampioen. Hij deed samen met zijn jongere broer Phil Bryant, Cyrus Dallin en Henry Richardson namens de Bostons Archers mee aan het onderdeel boogschieten op de Olympische Spelen in St. Louis (1904). Het team behaalde de derde plaats. Individueel werd hij vierde in de dubbele York ronde en vijfde in de dubbele Amerikaanse ronde. Zijn broer Phil won deze beide rondes het goud.
Bryant was na de spelen actief als portretschilder.